# Gergely, csanádi püspök
Gergely († 1291. október 9. után) magyar katolikus főpap.
1288. június 11. és 1290. július 10. között királyi kancellár. 1275. május 30-ától választott, július 1-jétől választott és megerősített, augusztus 11-től haláláig tényleges csanádi püspök. Kormányzása idején Kun László, majd Gutkeled István bán emberei pusztították a csanádi egyházmegyét. A pápai legátus, Fülöp fermói püspök Gergelyt bízta meg a váradi püspök felszentelésével.